# De Moeren (Veurne)
De Moeren (fr. Les Moëres, vls. De Moern) – dzielnica (deelgemeente) miasta Veurne w Belgii, w Regionie Flamandzkim, w prowincji Flandria Zachodnia, w okręgu Veurne. 1 stycznia 2020 roku liczyła 117 mieszkańców. Do 31 grudnia 1970 samodzielna gmina. Leży przy granicy z Francją. 

## Demografia
Liczba mieszkańców, stan na 1 stycznia:
| Rok                | 1930 | 1961 | 2020 |
| ------------------ | ---- | ---- | ---- |
| Liczba mieszkańców | 269  | 182  | 117  |